# Casa Miquel Call Millàs
La Casa Miquel Call Millàs és una obra modernista de Barcelona inclosa a l'Inventari del Patrimoni Arquitectònic de Catalunya.

## Descripció
La Casa Miquel Call Millàs està ubicada a l'illa del districte de Gràcia delimitada pels carrers Verdi, Vallfogona, Torrent de l'Olla i Terol. Disposa d'una façana curta afrontada al carrer Verdi i una llarga al carrer Vallfogona, aquesta última té l'accés a l'edifici.
De planta rectangular, aquest edifici d'habitatges consta de planta baixa i quatre pisos. S'organitza a través d'una escala comunitària en el centre de la parcel·la que dona accés als pisos superiors.
La façana al carrer Vallfogona té una composició d'obertures de sis eixos verticals. Presenta planta baixa amb obertures rectangulars de grans dimensions adaptades per locals comercials. Les obertures s'organitzen amb balcons independents excepte a la planta primera que estan emparellades per un balcó comú. Els eixos centrals tenen finestres sense balcons.
La façana del carrer Verdi segueix un criteri similar a l'altre façana però disposa de només dos eixos d'obertures. La característica més destacada de les façanes és la densitat del repertori ornamental, concentrat al voltant de les obertures i als laterals dels balcons, on s'expressa amb motius escultòrics força abarrocats.
El parament de la façana és estucat llis, complementat per unes pintures que recorren com un fris cadascuna de les plantes. Aquestes presenten motius florals a la planta superior, i diferents animals a la resta. A la façana del carrer Verdi les pintures han desaparegut completament.
La cantonada comuna de les dues façanes destaca per la presència d'una columna en rematada per una un floró a l'altura del primer pis.
La coberta és plana amb terrat. El perímetre de la coberta es soluciona amb un ampit d'obra sobre una senzilla cornisa. Sobreposats a aquest remat apareixen uns elements que recorden merlets medievals ornats al igual que els altres elements de la façana.
Artísticament cal destacar el curós treball de les reixes de ferro forjat de les baranes dels balcons.

## Història
Concessió de llicència: 21 de març 1893
Legalització: 6 de juliol de 1893. L'Ajuntament de Gràcia notifica al propietari que havent començat la construcció l'una quarta planta s'aturin les obres, ja que va en contra de les ordenances municipals. L'edifici disposa de quatre plantes, per tant aquesta quarta planta es va legalitzar en algun moment.
2000: Restauració de façana; recuperació de les pintures de la façana del c. Vallfogona; a la façana del carrer Verdi ha estat impossible la seva recuperació. Restauradora: Cynthia Emmi. Arquitecte tècnic: Pedro González Álvarez.
Segons una publicació d'en Oriol Bohigas a la planta baixa s'hi instal·là la decoració modernista de la farmàcia del Dr. Domènech, ara desapareguda, ubicada a la Ronda Sant Pau núm. 71, projectada per l'arquitecte Albert Juan i Torner l'any 1907.